# 德賴福克鎮區 (阿肯色州卡羅爾縣)
德賴福克鎮區（英語：Dry Fork Township）是位於美國阿肯色州卡羅爾縣的一個行政鎮區。

## 地方資料
根據2010年美國人口普查的數據，德賴福克鎮區的面積為60.25平方千米，當中陸地面積為60.25平方千米，而水域面積為0.00平方千米。當地共有人口292人，而人口密度為每平方千米4人。